# Alexandra Bridge
Alexandra Bridge is een plaats en brug in de regio South West in West-Australië.

## Geschiedenis
Alexandra Bridge is een plaats ontstaan aan een in 1897 door Wishart en Davies over de Blackwood gebouwde brug. De brug werd vernoemd naar de prinses van Wales.
In 1969 werd het traject van de Brockman Highway verlegd en een nieuwe brug gebouwd. De oude brug werd een toeristische attractie. Tijdens een overstroming van de Blackwood in 1982 spoelde de brug echter grotendeels weg.

## Beschrijving
Alexandra Bridge maakt deel uit van het lokale bestuursgebied (LGA) Shire of Augusta-Margaret River, waarvan Margaret River de hoofdplaats is.
In 2016 telde Alexandra Bridge nog 9 inwoners. Tijdens de volkstelling van 2021 werden geen inwoners meer geregistreerd.
Alexandra Bridge heeft een gemeenschapszaal, de 'Alexandra Bridge Hall'. Langs de Blackwood, nabij de restanten van de oude brug, ligt een kampeerterrein.

## Ligging
Alexandra Bridge ligt langs de Brockman Highway, 290 kilometer ten zuiden van de West-Australische hoofdstad Perth, 25 kilometer ten noorden van Augusta en 35 kilometer ten zuidzuidoosten van Margaret River.